# Pilsudskibjergene
Pilsudskibjergene (norsk: Pilsudskifjella) er en bjergkæde i det sydlige Spitsbergen, mellem den Polakkergletsjeren og Zawadzki-gletsjeren. Den højeste top er Ostra Bramatoppen, 1.035 m over havets overflade. Navnet blev givet af den polske videnskabelige ekspedition i 1934 til ære for Polens statsmand, marskal Józef Piłsudski.

## Eksterne kilde/henvisning
- Polske geografiske navne på Spitsbergen Arkiveret 7. juni 2021 hos  Wayback Machine